# Parti bourgeois-démocratique
Le Parti bourgeois-démocratique (PBD, en allemand : Bürgerlich-Demokratische Partei, BDP, en italien : Partito borghese democratico, PBD et en romanche : Partida burgais democratica Svizra, PBD ) est un ancien parti politique suisse de centre droit. Il est officiellement fondé le 1er novembre 2008 à Glaris.
Il s'agit de l'un des quatre partis intégrés au Conseil fédéral où il comptait deux membres, issus de l'Union démocratique du centre, Samuel Schmid et Eveline Widmer-Schlumpf, en 2008. Dès 2009, il est le cinquième et plus petit parti représenté au Conseil fédéral avec un siège, à la suite de la démission de Samuel Schmid et l'élection de l'UDC Ueli Maurer à la place de ce dernier. L'arrivée et par la suite le maintien du PBD au Conseil fédéral marque une rupture dans la « formule magique » en Suisse.
Il fusionne au 1er janvier 2021 avec le Parti démocrate-chrétien (PDC) pour former Le Centre (LC).

## Histoire
Le 12 décembre 2007, lors de l'élection du Conseil fédéral, Eveline Widmer-Schlumpf est élue par l'Assemblée fédérale à la place de Christoph Blocher. Après avoir confirmé son élection au Conseil fédéral, Eveline Widmer-Schlumpf et Samuel Schmid sont exclus du groupe parlementaire UDC. La section grisonne dont fait partie Madame Widmer-Schlumpf est alors mise sous pression par la direction de l'Union démocratique du centre, afin que cette dernière lui retire son adhésion au parti cantonal. L'UDC des Grisons soutient sa conseillère fédérale et la section est exclue de l'UDC suisse. Dès lors, la section grisonne exclue fonde, le 16 juin 2008, le Bürgerliche Partei Schweiz auquel Eveline Widmer-Schlumpf confirme son adhésion. Le 21 juin 2008, une partie des membres de l'UDC du Canton de Berne décident eux aussi de se séparer et de créer le Bürgerlich-Demokratische Partei auquel Samuel Schmid annonce se rallier. Enfin, dans le canton de Glaris, une partie des membres de l'UDC ont créé une fraction libérale au parlement cantonal, en vue de créer une section cantonale le 28 août 2008.
La section grisonne décide de changer le nom du parti le 3 juillet 2008 et de prendre le même nom que la section bernoise, après avoir appris que le nom de Parti bourgeois suisse était déjà pris par une formation politique bernoise, proche de l'UDC.
Aux élections fédérales de 2011, le PBD remporte quatre sièges supplémentaires.
Le 5 mai 2012, Martin Landolt succède à Hans Grunder à la présidence du Parti bourgeois démocratique.
Le 20 octobre 2012, au cours de l'assemblée des délégués se déroulant à Neuchâtel, le PBD annonce la formation de la section genevoise du PBD pour le 13 février 2013, ce qui laissera seul le Jura comme canton romand où il n'existera pas de section cantonale du PBD.
Le parti connaît sa première défaite électorale et voit un net recul de ses sièges aux élections cantonales bernoises le 30 mars 2014. Le parti perd onze sièges passant de 25 à 14 et de 16,03% à 11,19%. Le PBD neuchâtelois est dissout en 2016 à la suite de plusieurs échecs électoraux et divers problèmes internes[réf. nécessaire].
Le 5 juin 2018, à Genève, la section cantonale se renomme en PCD, Parti citoyen démocratique, afin de correspondre plus fidèlement au terme allemand de bürgerlich. C'est la première section de Suisse romande à effectuer cette modification, encouragée par le parti au niveau national.
Le 14 novembre 2020, le parti vote sa fusion avec le PDC pour former « Le Centre ».

## Orientation
Fiscalement, le parti est conservateur. Toutefois, il s'est profilé de façon très libérale sur certaines questions de société. Par exemple, le parti milite pour la légalisation du mariage pour tous en Suisse avec des slogans sur certaines de ses affiches politiques tels que « Le parti pour tous les modèles familiaux » accompagnant une image d'un couple d'hommes avec un bébé. Dès 2015, le parti a aussi pris position en faveur de la PMA et de l'adoption plénière pour tous les couples homosexuels, de l'extension de la norme pénale antiraciste comme protection des homosexuels contre la discrimination et pour l'introduction de mesures plus efficaces du droit du travail contre la discrimination des homosexuels sur leur lieu de travail.

## Adhérents
Au début du mois d'avril 2010, le parti revendique environ 6 000 membres. En octobre 2012, il compte environ 7 000 adhérents.

## Mandats
- Argovie :
  - quatre députés au Grand Conseil
- Berne :
  - une Conseillère exécutive
  - quatorze députés au Grand Conseil
- Grisons (avant le 13 juin 2010) :
  - deux Conseillers d'État, transferts de l'UDC.
  - Trente-deux députés au Grand Conseil, transferts de l'UDC.
- Grisons (dès le 13 juin 2010) :
  - deux Conseillers d'État
  - 26 députés au Grand Conseil

Après les élections cantonales grisonnes de 2010, le PBD se présentait également pour la première fois à des élections renouvelées et rafle 26 mandats. L'UDC gagne quatre sièges mais les résultats montrent que le parti de l'UDC n'a pas réussi sa tentative de gagner tous les sièges qu'elle avait perdus lors du transfert vers le PBD. Alors que l'UDC était le troisième parti en nombre de sièges à la suite des élections de 2006 avec 32 sièges, il est relégué loin derrière à la cinquième place avec désormais quatre sièges.
- Glaris :
  - un Conseiller d'État
  - huit députés au Grand Conseil, transferts de l'UDC.
- Assemblée fédérale :
  - cinq membres (deux pour Berne et deux pour les Grisons, tous transferts de l'UDC) et un membre élu lors d'une élection complémentaire à Glaris au Conseil national.
  - un représentant pour le Canton de Berne (transfert de l'UDC) au Conseil des États.

En juin 2008, lors d'un sondage mené par Isopublic, le PBD est représenté par deux membres au Conseil fédéral bien qu'il ne soit crédité que de 3,8 % des intentions de vote. Après la démission de Samuel Schmid en décembre 2008, le PBD ne présenta aucun candidat pour reprendre le siège qui fut attribué à Ueli Maurer de l'UDC. Deux nouvelles sections ont été fondées en Thurgovie et en Argovie dans le courant du mois de novembre 2008, alors que la première section romande a vu le jour en Valais en janvier 2009. Le 8 février 2009, le glaronais Martin Landolt est élu Conseiller national à la suite de la démission du socialiste Werner Marti. Cette élection va permettre au PBD dès la session parlementaire de mars de posséder son propre groupe parlementaire.

## Sections
- 2008 : Berne, Glaris, Grisons
- 2009 : Argovie, Saint-Gall, Schwytz, Soleure, Thurgovie, Valais, Zurich
- 2010 : Bâle-Campagne, Fribourg[20], Lucerne, Neuchâtel
- 2011 : Vaud, Bâle-Ville
- 2013 : Genève[21] (Parti Citoyen Démocratique)

En 2015, la section de Neuchâtel se dissout.

## Résultats électoraux

### Élections au Conseil national
| Année            | Votes   | Votes | Députés | Rang |
| Année            | Voix    | %     | Députés | Rang |
| ---------------- | ------- | ----- | ------- | ---- |
| Création en 2008 | -       | -     | 5 / 200 | 6e   |
| 2011             | 130 878 | 5,4%  | 9 / 200 | 6e   |
| 2015             | 103 462 | 4,1%  | 7 / 200 | 7e   |
| 2019             | 59 206  | 2,4%  | 3 / 200 | 7e   |

### Élections au Conseil des États
| Année | Députés | Rang |
| ----- | ------- | ---- |
| 2011  | 1 / 46  | 7e   |
| 2015  | 1 / 46  | 6e   |
| 2019  | 0 / 46  | -    |